# Терещенко, Сергей Александрович
Серге́й Алекса́ндрович Тере́щенко (каз. Сергей Александрович Терещенко; 30 марта 1951, Лесозаводск, Приморский край — 10 февраля 2023, Астана) — казахстанский и советский государственный и политический деятель, предприниматель и кандидат экономических наук. 14-й глава правительства Казахской ССР (1991) и первый премьер-министр Республики Казахстана (1991—1994). Герой Труда Казахстана (2011). Первый премьер-министр в истории независимого Казахстана.

## Биография
Родился в городе Лесозаводске Приморского края РСФСР. По национальности украинец.

### Образование
В 1973 году окончил Казахский сельскохозяйственный институт, получив специальность «инженер-механик».
Также в 1987 году окончил Алма-Атинскую высшую партийную школу.
В 1993 в Институте экономики РАН защитил диссертацию на соискание учёной степени кандидата экономических наук. Тема диссертации: «Проблемы управления экономикой Республики Казахстан в условиях перехода к рынку».

### Трудовая деятельность
После окончания института был направлен на работу главным инженером колхоза имени Куйбышева Тюлькубасского района Чимкентской области проработав в должности главного инженера с 1973 по 1975 год (2 года).
В 1975 году был избран 1-м секретарём Тюлькубасского райкома комсомола, где проработал 4 года.
В дальнейшем был заведующим Тюлькубасского райкома партии (1979—1981), 2-м секретарём Бугунского райкома партии (1981—1983), затем 1-м секретарём Ленгерского райкома партии (1983-07.1985).
Инспектор отдела организационно-партийной работы ЦК Компартии Казахстана (07.1985-12.1985).
Секретарь Чимкентского обкома партии (12.1985-07.1986).
В июле 1986 года был избран председателем Чимкентского облисполкома, которую занимал до ноября 1989 года.
С ноября 1989 по февраль 1990 года — 1-й заместитель председателя Совета Министров Казахской ССР.
С февраля по апрель 1990 года — 1-й заместитель председателя Верховного Совета Казахской ССР.
С апреля по май 1990 года — заместитель Президента Казахской ССР, руководитель Канцелярии Президента Казахской ССР.
Около полутора лет с мая 1990 по сентябрь 1991 года был 1-м секретарём Чимкентского обкома партии, а также председателем областного Совета народных депутатов.
С 16 октября по 16 декабря 1991 года — премьер-министр Казахской ССР.
С 16 декабря 1991 года по 14 октября 1994 года — премьер-министр Республики Казахстан (см. Состав правительства Сергея Терещенко).
С октября 1994 года — председатель правления и конечный бенефициар «Международный фонд „Интеграция“». Главной целью фонда является научно-практическое содействие геоинтегративным процессам и равноправному вхождению Казахстана в единое экономическое, политическое и культурное пространство современного мира. Фонд имеет более 150 дочерних фирм, непосредственно занятых, в основном, производством и реализацией сельскохозяйственной продукции.
В 1998—1999 годах возглавлял Общественный штаб в поддержку кандидата в президенты Республики Казахстан Н. А. Назарбаева.
С марта 1999 года по октябрь 2002 года — исполняющий обязанности председателя Республиканской политической партии «Отан», насчитывающей в своих рядах свыше 300 тысяч человек.
С ноября 2002 года — заместитель председателя Ассамблеи народов Казахстана (фактически её глава, так как председателем является президент Н. Назарбаев).
С 15 апреля 2004 года — президент Ассоциации участников страхового рынка Казахстана.
В марте 2010 учредил Национальный союз пчеловодов. Входил в список 50 самых влиятельных бизнесменов Казахстана по версии Forbes Kazakhstan (2022).
Член ЦК КПСС (1990—1991).
Умер 10 февраля 2023 года в больнице города Астана. Похоронен в поселке имени Турара Рыскулова (Вановка) в Тюлькубасском районе Туркестанской области.

## Семья
Жена, Евгения Григорьевна (род. 1950), преподаватель русского языка и литературы.
Дочери — Нина (род. 1974), Елена (род. 1978).

## Автор книг
- «Казахстан: реформа, рынок» (1993),
- «Казахская земля — колыбель моя (Книга жизни)» (1999, на каз. языке).

## Награды
- Звание Герой Труда Казахстана с вручением особого знака отличия «Алтын жулдыз» и ордена Отан (5 декабря 2011 года)[11].
- Президентская премия мира и духовного согласия. Присуждена в 1999 году Указом президента Республики Казахстан за значительный вклад в консолидацию народа Казахстана, формирование общественно-политической стабильности, развитие демократических процессов и построение открытого общества.
- Орден «Достык» I степени (1999).
- Орден «Барыс» II степени (декабрь 2005)[12].
- Орден Дружбы (12 декабря 2004 года, Россия) — за большой вклад в укрепление дружбы и сотрудничества между Российской Федерацией и Республикой Казахстан[13].
- Орден «Алғыс» (18 января 2012 года, РПЦ, Митрополичий округ в Казахстане)[14].
- Почётный гражданин Южно-Казахстанской области.
- Почётный гражданин города Алма-Аты (2014)[15].
- Государственная премия Республики Казахстан в области науки и техники имени аль-Фараби (10 декабря 2019 года) — за цикл работ на тему «Инновационные кластеры по научной разработке и промышленному производству детских и лечебно-профилактических продуктов питания с национальным содержанием»[16].